# パームボール

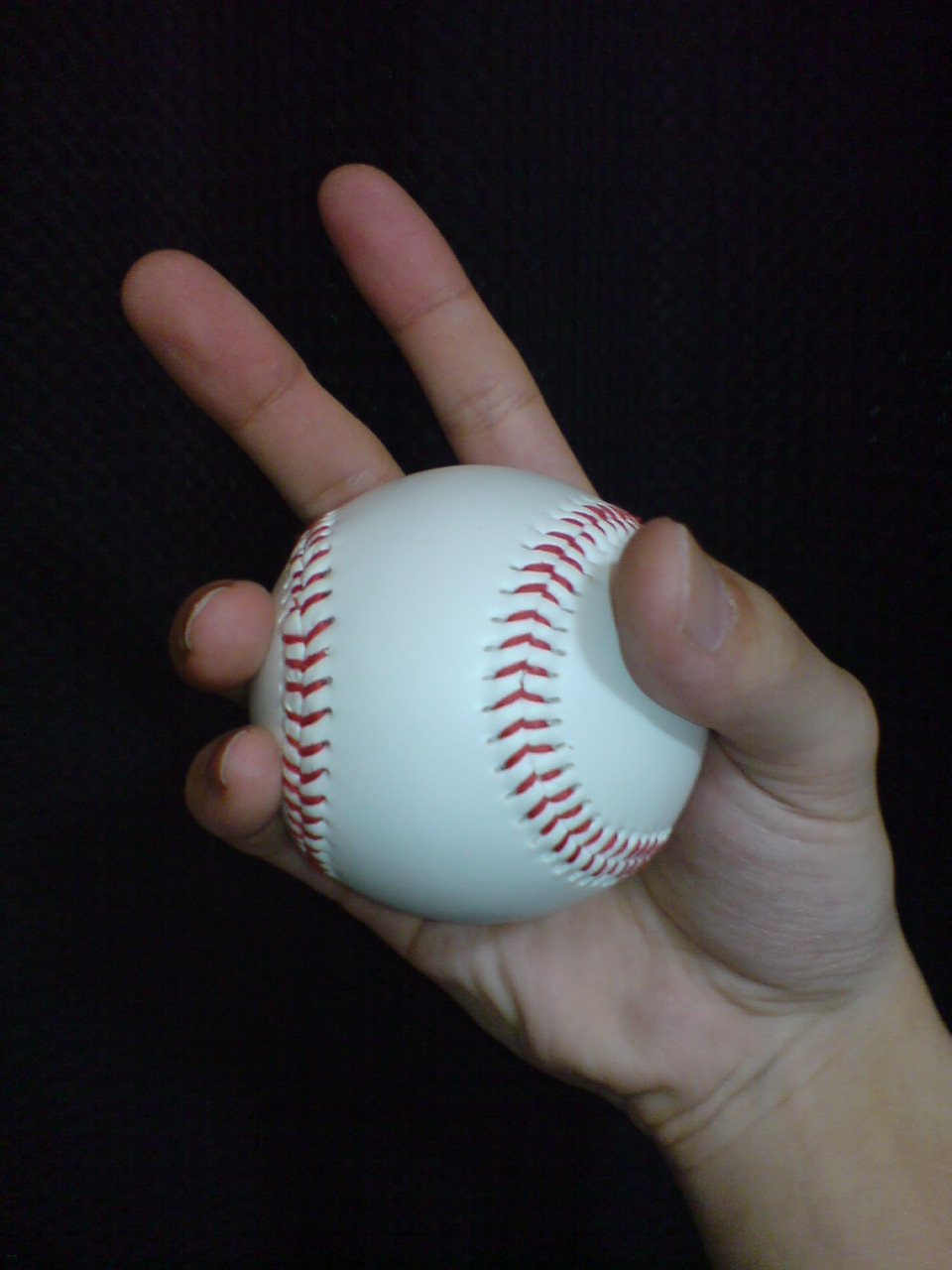
パームボールの握りの例

パームボール (英: palmball)とは、野球における変化球の1つ。
単にパームとも呼ばれる。

## 投法
「パーム」とは英語で「手の平」の意味であるが、元々は、握りがヤシ（ヤシの実、ヤシの葉、ヤシの木）の形に似ている事に由来する。
指を伸ばした状態で手のひらと親指、小指あるいは薬指も使用してボールを支え、手のひらで包んで押し出すように投げる。
手のひらが柔らかかったり、指が短かったりする投手に向いている。
一方、握りが他の球種と大きく違うため打者に判別されやすいが、手首を捻る等の動作は必要無いため、肩や肘に負担はかかりにくい。

## 変化
チェンジアップと同様、浮いてから沈む変化をするが、パームの方が遅い球速で回転も少なく、変化が大きい。
リリースの瞬間は手のひらを転がるため、高めに投げ出されるような錯覚を打者に与えやすく、そこから沈むことでドロップと同様に打者の視線を上下させやすい。
無回転に近くナックルボールのように揺れて沈むものや、横回転が加わってスライダー気味に変化するものもある。
風や湿度といった天候状態により変化の度合いが大きく左右され、投げる度に違う変化を見せることもある。
しかし、カーブやチェンジアップと同様に球速が遅く球に勢いがないため、タイミングを合わせられると長打になりやすい。

## 歴史
考案者については複数の説があり、はっきりしない。
少なくとも戦中戦後においてメジャーリーグベースボール（MLB）でジム・コンスタンティーやサチェル・ペイジが投げていたとされる。
日本プロ野球（NPB）においては1948年に近藤貞雄が右手中指の神経の損傷をきっかけに、曲がった中指をいかしたパームで再起を果たした。
また、小山正明はアメリカの雑誌を参考にパームを習得しテスト生から300勝投手になった。
小山は後に石井丈裕にパームを伝授している。
現代のMLBではトレバー・ホフマンが決め球としていたほか、キャリア初期においてロイ・ハラデイも投げていた。
NPBでは浅尾拓也や帆足和幸、床田寛樹、渡辺翔太らが投げる。
特に帆足がサイドスロー気味のスリー・クォーターから投げるパームは、スライダーと間違われるほど横方向にも変化するため、帆足の投げるパームボールはスライドパームと呼ばれることもあった。